# Палеогеографія

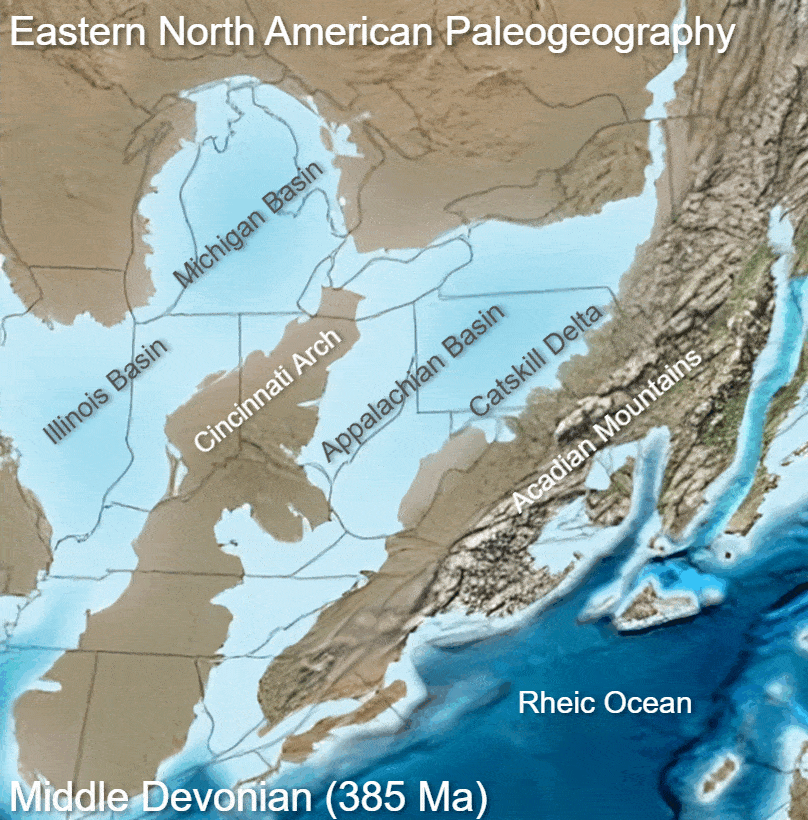
Палеогеографічна реконструкція, яка показує територію Аппалачського басейну протягом середнього девону.

Палеогеогра́фія (з дав.-гр. παλαιός — древній + географія), історичне землезнавство  — наука про фізико-географічні умови, що існували на Землі в геологічному минулому. Досліджує давню географічну оболонку, її розвиток, історію в цілому і окремих її частин у взаємодії: давню земну кору, рельєф, ґрунти і кори вивітрювання, гідросферу та атмосферу, флору та фауну і, особливо, географічні закономірності їх розповсюдження та існування.
Палеогеографія — частина історичної геології, що дає матеріал для пізнання історії розвитку земної кори і Землі загалом. Одночасно палеогеографія є частиною загальної фізичної географії, що вивчає фізико-географічні умови минулого для розуміння сучасної природи Землі.

## Предмет вивчення
Палеогеографія — наука про розвиток географічної оболонки протягом історії Землі.

### Напрямки
Палеогеографія є цілісною, самостійною наукою і одночасно комплексом наукових напрямків, при цьому частина палеогеографічних галузей розвивається у складі інших наук (геології, біології, екології). Серед основних галузевих напрямів виділяються:
- палеогеоморфологія
- палеопедологія
- палеогідрологія
- палеокліматологія
- палеобіогеографія
- палеоландшафтознаство
- палеоекологія і палеоекогеографія

### Методи
Методи палеогеографії базуються на детальному вивченні гірських порід (їх складу, структури, текстури, характеру залягання), а також на вивченні макро- і мікроскопічних органічних залишків.
- Теорія палеогеографії. Методологія та методи досліджень: загальнонаукові, спеціальні наукові, науково-технічні.
- Хронологія й етапність розвитку природи Землі та окремих її регіонів; схеми палеогеографічної етапності природи.
- Основні частини і галузі палеогеографії: палеогеологія, палеогеоморфологія, палеопедологія, палеогідрологія, палеокліматологія, палеобіогеографія, палеоландшафтознавство, еволюційна екогеографія; загальна, регіональна і прикладна палеогеографія тощо.
- Теоретико-методологічні засади доголоценової палеогеографії; палеогеографічні пам'ятники та індикатори; реконструкції природи й методи реконструкцій; використання археологічних даних; створення карт давньої природи, давніх ландшафтів і палеоекогеографічних карт.
- Теоретико-методологічні засади палеогеографії голоцену, її спорідненість і відмінність щодо засад доголоценової палеогеографії; використання історичних даних тощо.
- Регіональна палеогеографія України та її проблеми; поетапні реконструкції природи та її компонентів, екогеографічних обстановок.
- Прогнозування й прогноз природи, окремих природних явищ і процесів, екологічних та екогеографічних змін на підставі даних палеогеографії.
- Палеогеографічні дослідження при пошуках корисних копалин, інженерному і сільськогосподарському освоєнні та картографуванні, екологічних дослідженнях, будівництві.
- Палеогеографічні основи природокористування в Україні; палеогеографічна експертиза.

### Історія
Палеогеографія як наука зародилася у надрах геології в другій половині ХІХ столітті, проте перші загальні дані палеогеографічного характеру з'явилися ще в кінці XVIII ст. (Р. Мурчісон, П. С. Паллас, О. О. Борисяк, М. Барбот-де-Марні та ін.). Стимулом її розвитку стало створення геохронологічної шкали фанерозою, що дала можливість просторово зіставляти одновікові палеогеографічні документи — осадові утворення, форми рельєфу, рештки організмів, різні дані про палеоклімати та ін.
В історії палеогеографії виділяють два етапи:
1. Становлення (друга половина XIX — перша половина XX ст.) — палеогеографічні дослідження здійснювались у складі геологічної науки. Найбільш цінними результатами були атласи палеогеографічних і літолого-палеогеографічних різномасштабних карт, складених для окремих континентів, для території Європи, зокрема України, та частини Азії.
2. Сучасний етап (перша половина XX ст. — наш час) характеризується спеціальними дослідженнями давньої природи, такий підхід сформувався ще в 30-40-і роки, особливо після Другої світової війни, що знайшло прояв у розвитку досліджень четвертинного періоду. На Міжнародних конгресах INQUA обговорювалось багато питань плейстоценової природи Землі та природи в цілому. Новий імпульс в розвитку отримала четвертинна палеогеографія.

Цей час відзначається новою якістю дослідження доплейстоценової природи в зв'язку з необхідністю:
- подальшої розробки проблем палеогеографії в зв'язку з вивченням корисних копалин, приурочених до осадових порід;
- використання даних про давню природу для пояснення розвитку сучасних фізико-географічних умов;
- використання палеогеографічних розробок для вирішення прикладних і практичних завдань (у інженерній, меліоративній геології, інженерно-геологічних прогнозах та іншому).

### Карти палеогеографічні
Карти палеогеографічні (англ. paleogeographic maps; нім. paläogeographische Karten f pl) — карти, що відображають фізично-географічні умови геологічного минулого, розподіл суші і моря, річкову і озерну мережу, характер рельєфу материків і ложа океанів, поширення заледеніння, положення меж природних зон.